# Hugo av Champagne
Hugo av Champagne, född 1074, död 1125, var regerande greve av Champagne (greve av Troyes) från 1093 till 1125. Han blev greve av Troyes 1093. Under sin samtid började han kallas "greve av Champagne", och denna titel blev sedan den som användes av hans efterträdare. 